# Romanshorn
Romanshorn (gsw. Romishorn) − miasto i gmina (Politische Gemeinde) w północno-wschodniej Szwajcarii, w kantonie Turgowia, w okręgu (Bezirk) Arbon. Leży nad Jeziorem Bodeńskim. 

## Historia
Pierwsza wzmianka o miejscowości pochodzi z 779 roku i dotyczy przekazania przez Waldratę Rumanishorn opactwu Sankt Gallen.

## Demografia
W Romanshornie mieszka 11 487 osób. W 2021 roku 32,4% populacji gminy stanowiły osoby urodzone poza Szwajcarią. 

## Zabytki
- kościół z X wieku (Alte Kirche)

## Transport
Przez teren miasta przebiegają drogi główne nr 13 i nr 14.